# Fred Dean
Pour les articles homonymes, voir Dean.
College Football Hall of Fame 2009
Pro Football Hall of Fame 2008
(en) Statistiques sur pro-football-reference
Frederick Rudolph Dean, dit Fred Dean, né le 24 février 1952 à Arcadia (Louisiane) et mort le 14 octobre 2020 à La Nouvelle-Orléans (Louisiane), est un joueur américain de football américain.

## Biographie

### Lycée
Fred Dean naît à Arcadia en Louisiane. Il déménage avec ses parents à Ruston. Il étudie ensuite à la Ruston High School

### Carrière

#### Université
Fred Dean effectue de bonnes années universitaires, notamment à l'université Louisiane Tech où il est un des meilleurs joueurs de la conférence Southland.

#### Professionnel
Fred Dean est sélectionné au second tour du draft de la NFL de 1975 par les Chargers de San Diego au trente-troisième choix. Lors de sa première saison, il est positionné titulaire au poste de defensive end avant d'être repositionné la saison suivante. En 1977, il intercepte la seule passe de sa carrière et parcourt vingt-deux yards avant de marquer un touchdown.
Il forme avec Gary Johnson et Louie Kelcher, un trio défensif efficace, comptant à eux trois soixante sacks : The Bruise Brothers comme ils sont surnommés lorsque Leroy Jones rejoint les trois hommes.
En 1981, Fred Dean est échangé au 49ers de San Francisco en pleine saison. Il joue son premier match avec les 49ers contre les Cowboys de Dallas. Lors d'un autre match à domicile contre les Rams de Los Angeles, Dean sacke à cinq reprises Pat Haden, finissant la saison avec treize sacks dont douze pour les 49ers. En 1981, il est nommé joueur de l'année pour la National Football Conference après avoir joué onze matchs.
En 1983, il fait dix-sept sacks. Le 13 novembre, il permet au 49ers de ne pas encaisser de points et de remporter le match 27-0. En 1984, il retrouve son coéquipier avec San Diego Gary Johnson et remporte le Super Bowl XIX.

## Honneurs
- Intronisé au Louisiana Sports Hall of Fame
- Le 2 août 2008, il est élu au Pro Football Hall of Fame.
- En 2009, il est intronisé au College Football Hall of Fame.